# L'Infortunée
L'Infortunée est une nouvelle d'Ivan Tourgueniev écrite en 1868 et parue en 1869 dans Le Messager russe. Elle a pour thème l'amour impossible.

## Résumé

### Première partie
Le héros est un jeune homme à Moscou en 1835. Il devient l'ami de Foustov qui l’emmène bientôt chez les Ratsch. Le père a l’air assez insignifiant, du moins peu intéressant. Arrive sa belle-fille, Suzanne Ivanovna, qui est belle, plus âgée que les autres enfants et qui joue merveilleusement du piano.
Foustov est amoureux d’elle et le héros le devient aussi petit à petit.
D’ailleurs, elle vient un soir chez lui en cherchant Foustov, car il aurait donné crédit à des ragots la concernant, rapportés par le fils aîné de Ratsch. On sent en elle une tendance à l’absolu et au suicide. Elle laisse au jeune homme un récit relatant sa vie édifiante.

### Récit de Suzanne
Elle vivait avec sa mère chez un noble à la campagne, Ivan Matviéitch, et vers l'âge de huit ans apprend qu’elle est sa fille illégitime et qu'il n'a jamais voulu régulariser la situation en se mariant avec sa mère.
Pour régulariser de manière assez cynique la situation, Ivan Matviéitch oblige sa mère à se marier avec l’intendant Ratsch. Il devient donc le beau-père de Suzanne. Sa mère meurt, puis son père. Sa situation au domaine devient donc ambiguë, car tout le monde sait d’où elle vient, sans qu'elle ait de rang officiel.
Arrive le frère du propriétaire, Siméon Matviéitch, avec son fils Michel. C'est en effet le nouveau propriétaire. Rapidement, Suzanne et Michel tombent amoureux l'un de l'autre, mais Siméon Matviéitch ne supporte pas que Suzanne et Michel veuillent s’enfuir ensemble. Il la fait donc enfermer et lui fait une proposition malhonnête. Son fils s’engage à l’armée et se fera tuer.
Finalement, il change d’avis et laisse Ratsch et Suzanne partir pour Moscou. Ratsch se remarie et il a trois enfants. Suzanne touche, quant à elle, une rente grâce au testament de son père.

### Dénouement
L’auteur veut joindre Foustov, car il pressent le malheur. Ce dernier tergiverse et arrive trop tard : Suzanne est morte, assassinée par son beau-père ? Peut-être, car c’est lui qui doit toucher la rente après la mort de Suzanne.
Suit une scène d’enterrement à la fois cocasse et tragique.

## Édition française
- L'Abandonnée, traduction anonyme, Paris, Hetzel, 1873 (dans le recueil intitulé Étranges Histoires)
- L'Infortunée, traduit par Édith Scherrer, Éditions Gallimard, Bibliothèque de la Pléiade, 1986  (ISBN 978 2 07 010980 7).

## Note
1. ↑   Prénom choisi sans doute en référence à l'épisode biblique Suzanne et les vieillards.